# 君の笑顔 -smile selection-
『君の笑顔 -smile selection-』（きみのえがお スマイル・セレクション）は、2011年6月22日に発売された、日本の歌手・奥華子のアルバム。

## 解説
東日本大震災被災地支援のためのフリーライブツアー『奥華子スマイルライブ』を行っている奥が、支援キャンペーンの一環として製作したコンピレーション・アルバム（コンセプト・アルバム）。震災後に作られた新曲「君の笑顔」を中心として、過去のリリース楽曲などから「笑顔になれる曲」をコンセプトとして奥自身が選曲した10曲を収録。売上金の一部が義捐金として被災地に寄付される。

## 収録曲
全曲、作詞/作曲：奥華子
1. 君の笑顔
震災後に2番以降が作られて完成した新曲[3]。2011年4月20日より配信限定でリリースされていた[1]。
CO・OP共済 CMソング（2011年7月-9月）[4]。
2012年発売の6thアルバム『good-bye』にアレンジバージョンが収録。
2. 太陽の下で
3rdアルバム『恋手紙』収録曲。
3. 手紙
6thシングル。
4. 僕が生まれた街
2ndアルバム『TIME NOTE』収録曲。
5. 素敵な道
奥が20歳頃に制作した[3]未発表曲。
6. 灯-ともしび-
4thアルバム『BIRTHDAY』収録曲。
7. 元気でいてね
5thアルバム『うたかた』収録曲。
8. 笑って笑って
9thシングル。
9. やさしい花
1stシングル。
10. Happy days
9thシングルのカップリング曲。